# La Rochebeaucourt-et-Argentine
Die französische Gemeinde La Rochebeaucourt-et-Argentine, okzitanisch La Ròcha Beucort e Argentina, liegt im Nordwesten des Départements Dordogne in der Region Nouvelle-Aquitaine. Sie hat 331 Einwohner (Stand 1. Januar 2022) und gehört zum Kanton Brantôme en Périgord im Arrondissement Nontron. Zuständiger Gemeindeverband ist die Communauté de communes Dronne et Belle. Ihr Gemeindegebiet bildet ferner einen integralen Bestandteil des Regionalen Naturparks Périgord-Limousin.

## Etymologie
La Rochebeaucourt leitet sich ab vom Nordokzitanischen Ròcha (Wehrschloss, Festung) und dem Anwesen bzw. Hof (cort, cour) des Bodo (Beu, Beau). Der Ortsteil Argentine geht aus dem Okzitanischen Argentina hervor mit der Bedeutung Silbermine. Eine weit bodenständigere Hypothese leitet Rochebeaucourt vom Lateinischen rupes boves curtis ab, d. h. der Fels, an dem der Stier kastriert wird (erwähnt in einem kirchlichen Register des 13. Jahrhunderts).

## Geographie

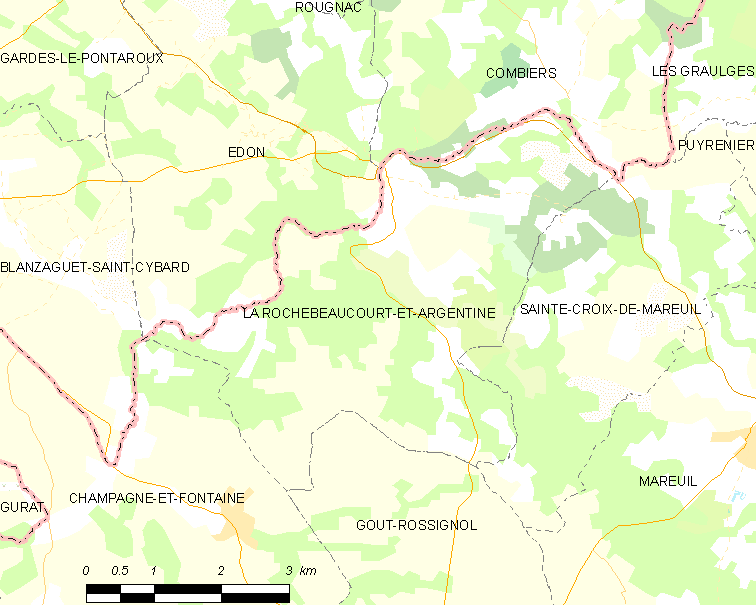
Lagekarte von La Rochebeaucourt-et-Argentine

Die Gemeinde La Rochebeaucourt-et-Argentine liegt im Périgord, 25 Kilometer südöstlich von Angoulême und 25 Kilometer nordwestlich von Brantôme (Luftlinie). Sie wird von folgenden Nachbargemeinden umgeben:
| Édon (Département Charente) | Combiers (Département Charente)             |                         |
| Édon (Département Charente) | Kompassrose, die auf Nachbargemeinden zeigt | Sainte-Croix-de-Mareuil |
| Champagne-et-Fontaine       | Gout-Rossignol                              |                         |

Die Gemeinde ist Grenzgemeinde zum Département Charente.
Neben dem Ortskern von La Rochebeaucourt besteht die Gemeinde aus folgenden Geländepunkten, Weilern, Gehöften, Schlössern und einer Mühle:
Argentine, Baix, Beauvais, Bonneuil, Boudoire, Bourdeillas, Chez Favier, Chez Lambaud, Combe Chabot, Combe Fadasse, Fitout, Fontaine de Boudoire, La Bouquerie, La Forêt, Lagland, Lasteyrie (Schloss), Le Chatenet, Le Coderc, Le Cros, Le Moulin de Ménieux, Le Noble, Le Petit Noble, Les Brousses, Les Broussettes,  Les Fieux (Schloss), Les Grandes Métairies, Les Grandes Terres, Les Gros Chênes, Les Martres, Les Plaines, Les Pouillottes, Les Raysses, Les Renaudières, Lutardias, Manoulie, Ménichoux, Nadaillac, Péricaud, Seguignas und Trambouille.
Der topographisch tiefstgelegene Punkt mit 85 Metern über dem Meer liegt im äußersten Westen bei Nadaillac an der Nizonne, die hier das Gemeindegebiet verlässt. Der höchste Punkt erreicht 183 Meter an der Südgrenze zu Gout-Rossignol (südlich vom Weiler Le Coderc). Die maximale Höhendifferenz beträgt somit 98 Meter.

### Verkehrsanbindung

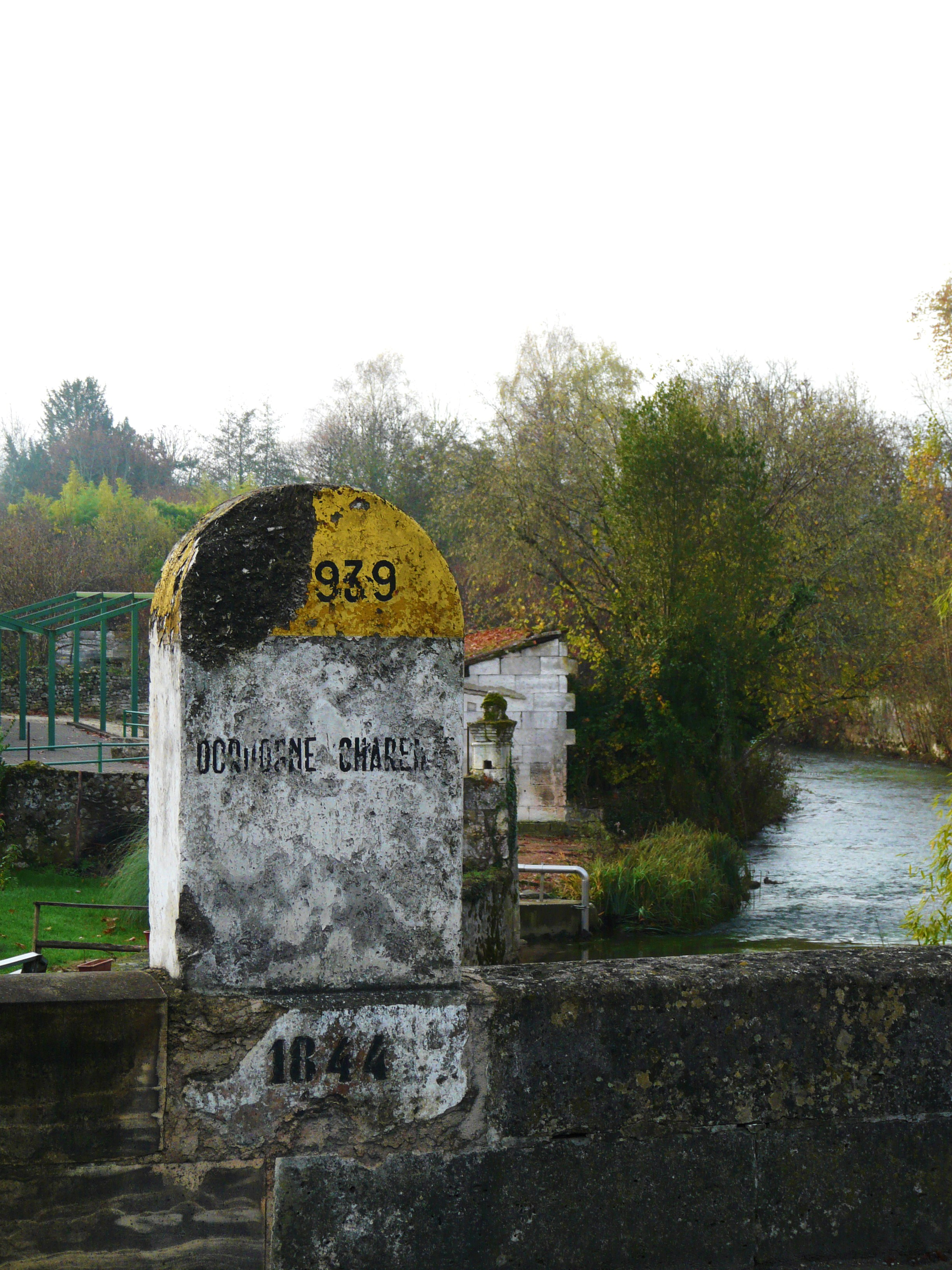
Alter Grenzstein von 1844 an der D 939 auf der Brücke über die Nizonne – Grenze zwischen den Départements Charente und Dordogne

La Rochebeaucourt liegt an der Hauptverkehrsstraße D 939 von Angoulême nach Périgueux, die hier die Nizonne überquert. Ferner gehen vom Ortskern folgende Straßen aus:
- die D 87 in Nordrichtung nach Rougnac
- die D 12 in Südrichtung nach Gout-Rossignol und weiter nach Verteillac und Ribérac
- die D 5 in Westrichtung nach Villebois-Lavalette.

Kommunalstraßen führen vom Ortskern nach Sainte-Croix-de-Mareuil und nach Fontaine. Von Argentine aus folgt eine Kommunalstraße dem linken Nizonneufer und verbindet mit Blanzaguet sowie mit Champagne. Eine auffallend geradlinige Wegetrasse verlässt La Rochebeaucourt nach Südost in Richtung Mareuil. Diese voie féodale wurde im Mittelalter angelegt; wegen ihrer Geradlinigkeit wird sie fälschlicherweise oft auch als voie romaine (Römerstraße) bezeichnet.
Zwischen 1850 und 1950 besaß die Gemeinde auch einen eigenen Bahnhof auf der rechten Nizonneseite im Gemeindegebiet von Édon. Die Bahnstrecke Magnac-Touvre–Marmande ermöglichte eine Verbindung über Rougnac nach Angoulême sowie nach Süden über Ribérac nach Périgueux und weiter nach Marmande.
Auf dem Kalkplateau von Argentine besteht ein privates Flugfeld.

### Fernwanderweg
Durch Argentine und La Rochebeaucourt verläuft der aus Süden (von Mareuil) kommende Fernwanderweg GR 36, der dann über Villebois-Lavalette weiter nach Angoulême zieht.

### Bodenbedeckung

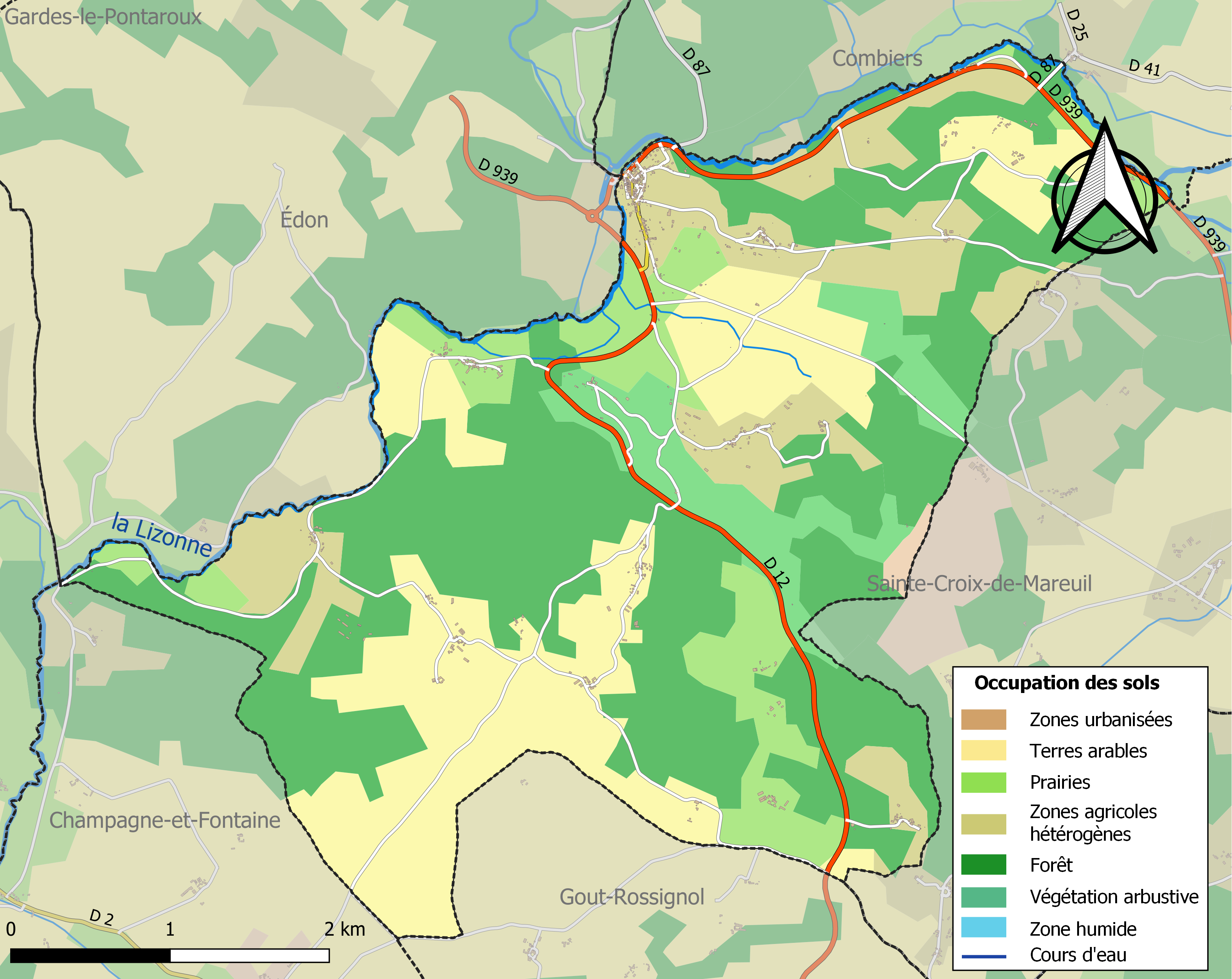
Bodenbedeckung in La Rochebeaucourt-et-Argentine

Die Bodenbedeckung der Gemeinde La Rochebeaucourt-et-Argentine schlüsselt sich im Jahr 2018 gemäß der europäischen Datenbank CORINE Land Cover (CLC) wie folgt auf:
- Wälder – 41,8 %
- heterogene landwirtschaftliche Nutzung – 14,7 %
- Wiesen – 10,3 %
- Buschwerk und/oder Grasland – 7,0 %
- Ackerland – 25,8 %
- Steinbrüche usw. – 0,5 %.

Die landwirtschaftliche Nutzung steht im Vordergrund, sie ist für die rein landwirtschaftliche Nutzung (bestehend aus heterogener Landwirtschaft inklusive Wiesen und Ackerland) von 51,0 % im Jahr 1990 auf 50,8 % im Jahr 2018 minimal zurückgegangen.

## Klima
La Rochebeaucourt-et-Argentine besitzt ein abgeschwächtes ozeanisches Klima, das sich durch folgende Parameter auszeichnet:
| Klimaparameter im Zeitraum 1971–2000 - Jahresmittel: 12,4 °C - Anzahl der Tage unter −5 °C: 3,4 - Anzahl der Tage oberhalb 30 °C: 8,3 - Maximum im Tages-Temperaturunterschied: 14,7 °C - Jahresniederschlag: 934 mm - Niederschlagstage im Januar: 12,1 - Niederschlagstage im Juli: 7,0 |

Durch den Klimawandel zeichnen sich Erhöhungen im Jahresmittel ab, die sich bereits auch bemerkbar machen. So ist beispielsweise an der 58 Kilometer entfernten Wetterstation in Châteaubernard das langjährige Jahresmittel von 12,9 °C für 1971–2000 über 13,3 °C für 1981–2010 auf 13,8 °C für 1991–2020 angestiegen – ein Zuwachs um 0,9 °C innerhalb von 20 Jahren.

## Hydrographie

Hydrographische Karte von La Rochebeaucourt-et-Argentine

Das Gemeindegebiet von La Rochebeaucourt-et-Argentine wird im Nordosten und Nordwesten von der Nizonne umflossen, die gen Südwest in Richtung Dronne entwässert. Der Ortskern von La Rochebeaucourt liegt unmittelbar am Fluss. Ein beim Weiler Le Coderc entstehendes   Trockental zieht nach Nordwest und mündet linksseitig kurz vor Les Fieux in die Nizonne. Es enthält unterhalb von Boudoire eine Quelle, die Fontaine de Boudoire. Zwischen La Rochebeaucourt und Argentine verläuft ein weiteres, nur zeitweilig Wasser führendes Trockental; es folgt ebenfalls der Nordwestrichtung und mündet südlich vom Ortskern linksseitig in die Nizonne.
Die Nizonne, die kurz vor Verlassen des Gemeindegebietes in Lizonne umbenannt wird, bildet Teil des Flusssystems Isle-Dronne.
Die Gesamtlänge des Entwässerungsnetzes beträgt 14,5 Kilometer.

## Geologie

Geologische Karte von La Rochebeaucourt-et-Argentine

Das Gemeindegebiet von La Rochebeaucourt-et-Argentine liegt in seiner Gesamtheit auf flachliegenden Sedimenten des nördlichen Aquitanischen Beckens.
Älteste aufgeschlossene Formation ist das Ligérien (Formation c3a). Seine knolligen bis plattigen Kreidekalke bilden die Umrahmung des Trockentals südlich des Ortskerns. Darüber folgt das aus Rudistenkalken bestehende Angoumien mit der stellenweise wandbildenden Angoulême-Formation (Formation c3b) und dem Oberturon (Formation c3c). Das Angoumien unterlagert und umrahmt das südliche Trockental und zieht weiter nach Norden und Nordwesten bis zur Ortsmitte. Darüber legen sich die harten Fossilkalke des Coniaciums (Formation c4). Sie bauen den Untergrund fast des gesamten südwestlichen Gemeindegebietes auf; auch bei  Beauchaud im Nordosten sind sie aufgeschlossen, werden aber hier von der Nordwest streichenden Mareuil-Störung jäh abgeschnitten. Nordöstlich dieser Störung steht dann Santonium an – in der Hauptsache Mergelkalke reich an Austern, Glaukonit-führende Silte sowie Sande des Mittel- und Obersantons (Formation c5b-c). Stellenweise treten auch noch die graugrünen, glaukonithaltigen Plattenkalke des Untersantons auf (Formation c5a).
An der Nordostecke werden die Oberkreideschichten von pleistozänem Kolluvium bedeckt, welches aus den Sanden des Santons hervorgegangen ist (Formation ACC). Die beiden Trockentäler werden von würmzeitlichen Hangschutt verfüllt (Formation GP). Das Nizonnetal wird von holozänen Ablagerungen ausgekleidet (Formation K), welche vorwiegend fluviatilen Ursprungs sind, teils aber auch Komponenten der Hanglagen enthalten können. Ferner finden sich an drei Stellen entlang der Nizonne Riß-zeitliche Niederterrassen  (Formation Fwb) – westlich von Les Fieux, bei Nadaillac und an der Südwestecke des Gemeindegebietes. Diese bestehen aus Geröllen, Schottern und Kiesen in einer sandig-tonigen Matrix und werden von Braunerden abgedeckt.
Das Gemeindegebiet von La Rochebeaucourt-et-Argentine situiert sich am Nordwestende der Nordwest-Südost-streichenden Mareuil-Antiklinale. Es nimmt folglich im Vergleich zu seiner Umgebung eine tektonisch bedingte Hochlage ein. Die Mareuil-Störung hat den Südwestabschnitt hier bis nahezu 70 Meter hochgedrückt, so trifft beispielsweise bei Beauchaud Mittelsantonium im Nordosten auf Oberes Angoumien im Südwesten. Mit der Antiklinale sind zwei weitere Störungen assoziiert; sie streichen nahezu Nordnordwest und queren das Nizonnetal bei Les Fieux. Das Gelände zwischen den beiden parallel verlaufenden Störungen ist hier leicht grabenartig abgesenkt. An der Fontaine de Boudoire quert eine kleinere Störung in Ostnordost-Richtung, wobei die Nordseite leicht angehoben ist.
Das Untere Angoumien (Angoulême-Formation) wurde einst intensiv als Baustein abgebaut. Sehr viele Steinbrüche konzentrieren sich auf das südliche Trockental bei Argentine. Die recht weichen Bausteine wurden hier aus der Wand herausgesägt. Die zurückgebliebenen, teils riesigen Öffnungen im Gesteinsverband werden jetzt oft zur Champignonzucht verwendet.

## Ökologie

### Naturpark
Die Gemeinde La Rochebeaucourt-et-Argentine bildet seit 1998 einen integralen Bestandteil des Regionalen Naturparks Périgord-Limousin.

### Schutzgebiete

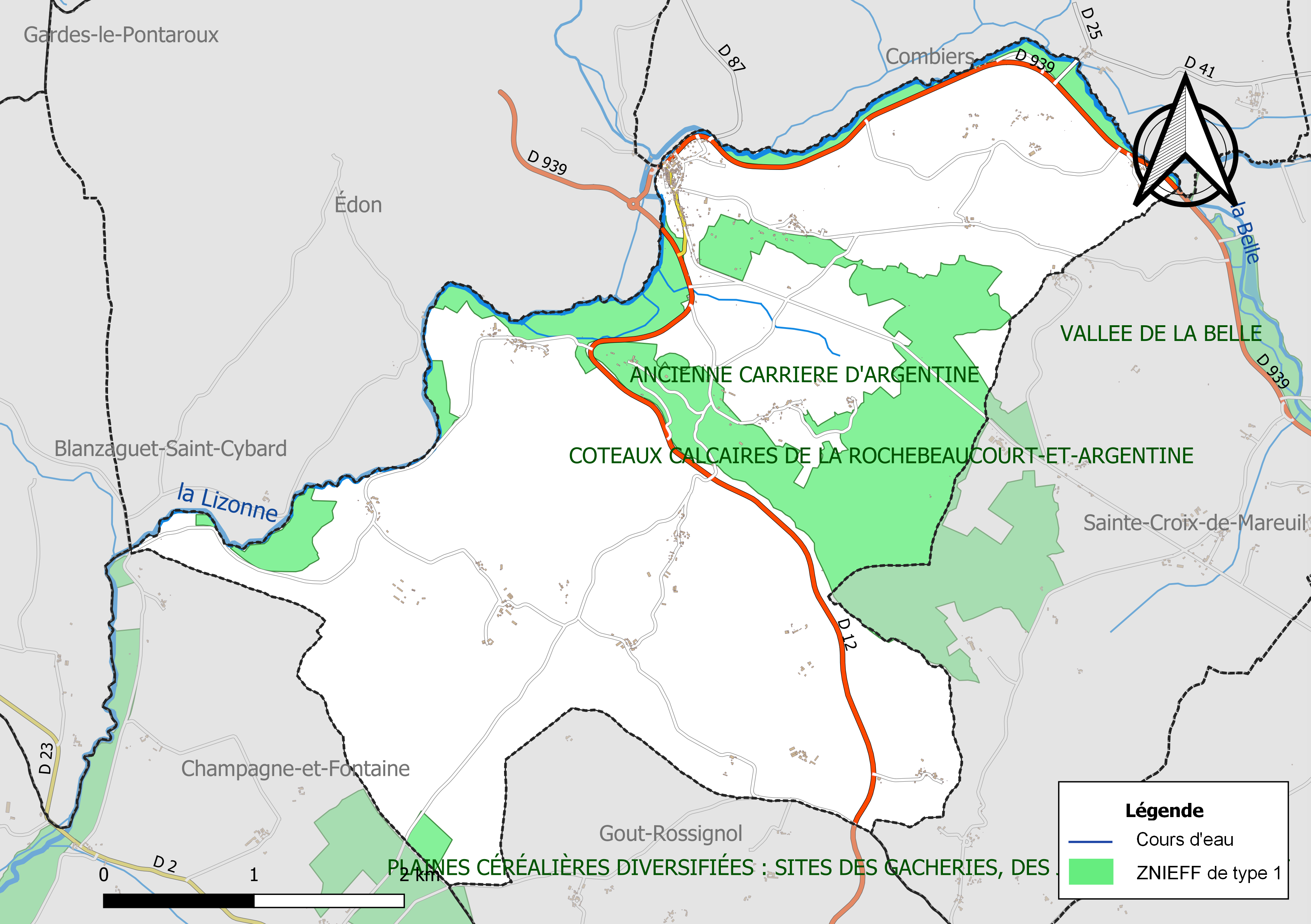
Schutzgebiete des Typus 1

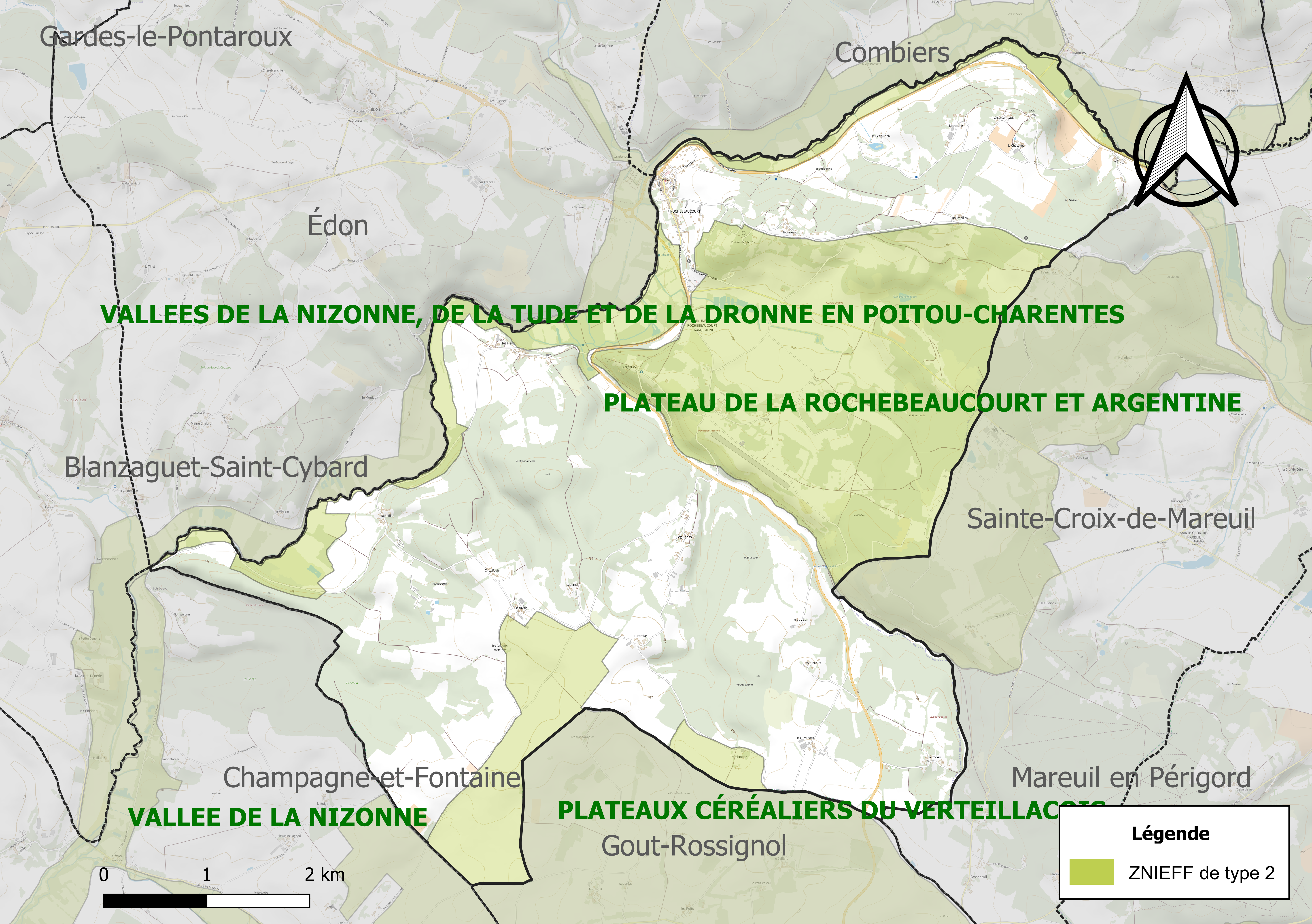
Schutzgebiete des Typus 2

Das Kalkplateau von Argentine steht wegen seiner endemischen, kalkliebenden Trockenflora unter Naturschutz. Es wird von flachliegenden Kalken des Angoumiens aufgebaut. Beachtenswert ist die Vielfalt der Orchideen.
Darüber hinaus finden sich Schutzgebiete (ZNIEFF – Französisch zone naturelle d'interêt écologique, faunistique et floristique) im Nizonne-Tal:

#### Schutzgebiete des Typus 1
Die Schutzgebiete des Typus 1 folgen nahezu dem gesamten Verlauf der Nizonne/Lizonne, bilden aber ein schmales Band, das nur im Süden des Ortskerns 300 Meter breit wird. Sie umfassen insgesamt etwas unter einem Quadratkilometer und werden als Marais alcalins de la vallée de la Nizonne (alkalische Sümpfe des Nizonne-Tals) bezeichnet. In ihnen leben 12 charakteristische Tierarten: Helm-Azurjungfer (Coenagrion mercuriale), Kreuzenzian-Ameisenbläuling (Phengaris rebeli), Heller Wiesenknopf-Ameisenbläuling (Phengaris teleius), Europäische Sumpfschildkröte (Emys orbicularis), Gekielter Flussfalke (Oxygastra curtisii), Großer Feuerfalter (Lycaena dispar), Stromtal-Wiesenvögelchen (Coenonympha oedippus), Französische Keiljungfer (Gomphus graslinii), Fischotter (Lutra lutra), Europäischer Laubfrosch (Hyla arborea), Marmormolch (Triturus marmoratus) und Europäischer Nerz (Mustela lutreola). Hinzu kommen die typischen 5 Pflanzenarten Schachblume (Fritillaria meleagris), Lungen-Enzian (Gentiana pneumonanthe), Gelbe Wiesenraute (Thalictrum flavum), Gewöhnliches Pfeilkraut (Sagittaria sagittifolia) und Verkannter Wasserschlauch (Utricularia australis).
Insgesamt treten jedoch noch 160 weitere Tierarten und 156 Pflanzenarten auf.
Weitere Schutzgebiete des Typus 1 erstrecken sich auch auf den alten Steinbruch bei Argentine (ausgewiesen als Ancienne carrière d'Argentine), auf die Kalkhanglagen südlich von La Rochebeaucourt und bei Argentine (als Coteaux calcaires de La Rochebeaucourt-et-Argentine), sowie auf ein kleines Gebiet an der Südwestgrenze zu Champagne-et-Fontaine (als Plaines céréalières diversifiées).

#### Schutzgebiete des Typus 2
Die Schutzgebiete des Typus 2 betreffen ebenfalls den Lauf der Nizonne/Lizonne (ausgewiesen als Vallées de la Nizonne, de la Tude et de la Dronne en Poitou-Charentes). Sie dehnen sich aber auch auf das Kalkplateau aus (als Plateau de la Rochebeaucourt et Argentine) sowie auf zwei weitere Gebiete an der südlichen Gemeindegrenze zu Champagne-et-Fontaine und zu Gout-Rossignol (bezeichnet als Plateaux céréaliers du Verteillacois).
Die angetroffene Fauna setzt sich aus 250 Tierarten zusammen, von denen 30 charakteristisch sind – darunter 20 Säugetierarten, 7 Insektenarten (davon 4 Schmetterlinge), 2 Amphibienarten und eine Reptilart. Neben den unter Typus 1 bereits angeführten Arten sind für den Typus 2 18 Fledermausarten von Bedeutung: Mopsfledermaus (Barbastella barbastellus), Großes Mausohr (Myotis myotis), Große Hufeisennase (Rhinolophus ferrumequinum), Langflügelfledermaus  (Miniopterus schreibersii), Kleine Bartfledermaus (Myotis mystacinus), Wimperfledermaus (Myotis emarginatus), Bechsteinfledermaus (Myotis bechsteinii), Wasserfledermaus (Myotis daubentonii), Fransenfledermaus (Myotis nattereri), Großer Abendsegler (Nyctalus noctula),  Kleiner Abendsegler (Nyctalus leisleri), Graues Langohr (Plecotus austriacus),  Braunes Langohr (Plecotus auritus), Kleines Mausohr (Myotis blythii), Kleine Hufeisennase (Rhinolophus hipposideros), Weißrandfledermaus (Pipistrellus kuhlii), Rauhautfledermaus (Pipistrellus nathusii) und Breitflügelfledermaus (Eptesicus serotinus).
Die Flora zeichnet sich durch mehr als 200 Pflanzenarten aus, wovon 9 als charakteristisch angesehen werden. Neben den unter Typus 1 bereits erwähnten Arten Schachblume, Gelbe Wiesenraute und Lungen-Enzian sind dies Graues Sonnenröschen (Helianthemum canum), Lockerblütiges Knabenkraut (Anacamptis laxiflora), Nizza-Mauerpfeffer (Sedum sediforme),  Arenaria controversa, Wald-Simse (Scirpus sylvaticus) und Verkannter Wasserschlauch (Utricularia australis).

#### Natura 2000
Das Nizonnetal fällt außerdem unter Natura 2000. Gemäß der Richtlinie 92/43/EWG werden 20 Tierarten hier unter Anhang-II geschützt. Darunter 7 Insektenarten, 10 Säugetierarten darunter 8 Fledermäuse, 2 Fischarten und eine Schildkröte. Zu den bereits unter dem Typus 1 aufgeführten Insekten kommt noch der Skabiosen-Scheckenfalter (Euphydryas aurinia) hinzu. Die beiden Fischarten sind die Scheldegroppe (Cottus perifretum) und das Bachneunauge (Lampetra planeri). Als Schildkröte fungiert die Europäische Sumpfschildkröte (Emys orbicularis).

## Geschichte

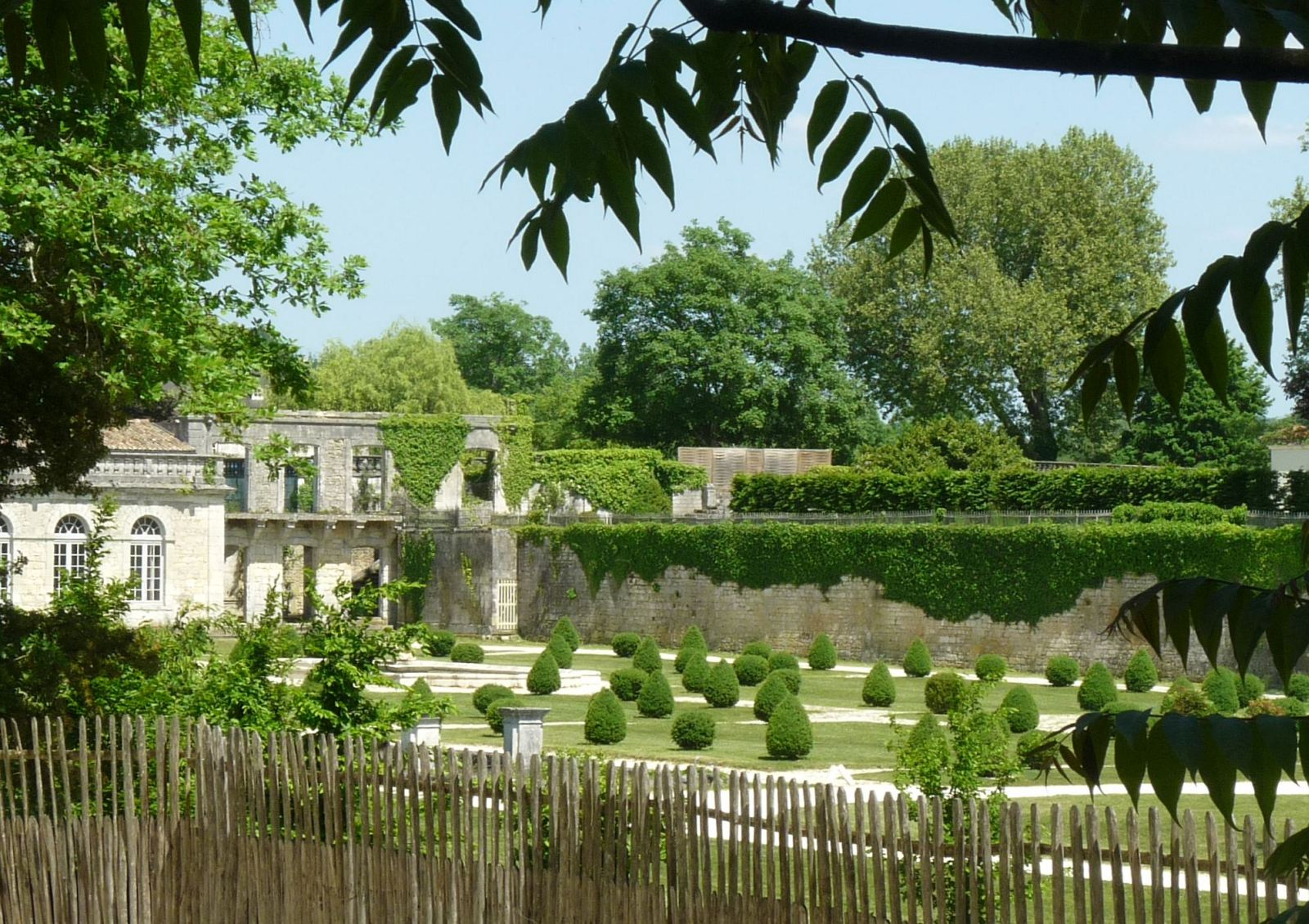
Der Westflügel des Schlosses von La Rochebeaucourt mit den Parkanlagen

Die Anwesenheit des Menschen in der Gemeinde La Rochebeaucourt-et-Argentine geht mindestens bis in die Megalithzeit zurück, so befindet sich beispielsweise bei Baix ein Dolmen. Im Ortskern von La Rochebeaucourt stand einst eine gallische Festung, beschützt durch einen ringförmigen Mauerwall. Von ihr ist jetzt nichts mehr erhalten, der einstige Mauerverlauf wird aber durch die Rue des Fossés markiert. An der Stelle eines ehemaligen Tores entstand später das Maison du Chapitre. Zwischen dem 7. Jahrhundert und dem 11. Jahrhundert besfand sich in Argentine ein unterirdisches troglodytisches Refugium, das zu einer wahren Nekropole (mit Sarkophagen) erweitert worden war. La Rochebeaucourt gehörte im frühen Mittelalter den Baronen von Villebois. Sie errichteten im 9. Jahrhundert auf der rechten Nizonneseite (Gemeinde Édon) einen großen, viereckigen Wehrturm, der die Straße von Angoulême nach Périgueux überwachte. Ytiers de Villebois stiftete im 11. Jahrhundert den Mönchen von Cluny das Gelände zum Bau einer ersten Ortskirche. Im Jahr 1121 wurde dann an derselben Stelle das Stiftskapitel Saint-Théodore im gotischen Stil erbaut. Etwa zur selben Zeit wurde in Argentine die romanisch-gotische Kirche Saint-Martin errichtet. Sie lag auf dem Jakobsweg und wurde von den dorthin übergewechselten Cluniaszensermönchen geführt. 1154 weilte Papst Anastasius IV. im Kapitelshaus, um einen Streit über die Pilgereinnahmen zwischen den Stiftsherren und den Cluniaszensermönchen zu schlichten. Nach einer Woche musste Anastasius das Haus verlassen (er wurde von den Kapitelsherren hinausgeworfen) und zog weiter nach Mareuil. Nach der Schlacht von Bouvines im Jahr 1214 ließen sich die Villebois in La Rochebeaucourt nieder, da Philipp August sie ihres Stammsitzes enthoben und ihn Hugo von Mareuil zugesprochen hatte. Sie erbauten im 13. Jahrhundert gegenüber dem Wehrturm dann eine Festung (Château de la Rochebeaucourt), die während des Hundertjährigen Krieges von den Engländern 1349 vorübergehend eingenommen wurde. Die Engländer wurden 1372 vertrieben. Zu Beginn des 15. Jahrhunderts wurde jedoch die Festung auf Befehl des Königs geschleift, da ihr Eigner unterdes mit den Engländern paktiert hatte. Die Linie der Villebois war 1391 ausgestorben und wurde daraufhin von den La Roche's aus Soubran (Charente-Maritime) beerbt. 1436 wechselte La Rochebeaucourt kurzzeitig an die Herren von Mareuil. Anschließend kam es um den Besitz von La Rochebeaucourt zu lang anhaltenden Querelen zwischen den La Roche's und den Herren von Mareuil, welche sich bis ins 16. Jahrhundert hineinzogen. Im selben Jahrhundert wurde der alte Wehrturm abgerissen, er musste Terrassen und einer Orangerie weichen, in welcher sich Karl IX. 1556 aufhielt.
Im Jahr 1827 fusionierten die beiden Ortsteile La Rochebeaucourt und Argentine zur heutigen Gemeinde.
Zwischen 1853 und 1859 ließ Louis Hector de Galard de Béarn anstelle der alten Festungs- bzw. Schlossruinen ein neues Schloss im Neurenaissancestil erbauen. Es brannte während der deutschen Besatzung im Februar 1941 ab. Während der Besatzungszeit lag die Gemeinde noch in Vichy-Frankreich – direkt an der damaligen Demarkationslinie, die dem Nizonneverlauf folgte.

## Bevölkerungsentwicklung
| Jahr | Einwohner |  |
| 1962 | 479       |  |
| 1968 | 459       |  |
| 1975 | 408       |  |
| 1982 | 411       |  |
| 1990 | 424       |  |
| 1999 | 397       |  |
| 2006 | 398       |  |
| 2008 | 398       |  |
| 2013 | 326       |  |
| 2016 | 315       |  |
| 2018 | 329       |  |
| 2019 | 331       |  |

Quelle: INSEE
Die Bevölkerung der Gemeinde La Rochebeaucourt-et-Argentine war unter Schwankungen generell rückläufig und hatte ab 2008 schwere Einbußen erlebt. Sie scheint sich ab 2016 wieder etwas zu erholen.

## Bürgermeister
Bürgermeister von La Rochebeaucourt-et-Argentine ist seit März 2014 Michel Bosdevesy, der im Mai 2020 wiedergewählt wurde.

## Präsidentschaftswahlen 2022
| Kandidaten                       | Kandidaten            | Parteien                      | Parteien            | 1. Wahlgang | 1. Wahlgang | 2. Wahlgang | 2. Wahlgang |
| Kandidaten                       | Kandidaten            | Parteien                      | Parteien            | Stimmen     | %           | Stimmen     | %           |
| -------------------------------- | --------------------- | ----------------------------- | ------------------- | ----------- | ----------- | ----------- | ----------- |
|                                  | Emmanuel Macron       | En marche !                   | EM                  | 63          | 29,72 %     | 106         | 60,23 %     |
|                                  | Marine Le Pen         | Front national                | FN                  | 48          | 22,64 %     | 70          | 39,77 %     |
|                                  | Jean-Luc Mélenchon    | Front de gauche               | FDG                 | 48          | 22,64 %     |             |             |
|                                  | Éric Zemmour          | Reconquête                    |                     | 9           | 4,24 %      |             |             |
|                                  | Valérie Pécresse      | Les Républicains              | LR                  | 11          | 5,19 %      |             |             |
|                                  | Jean Lassalle         | Résistons !                   | R                   | 16          | 7,55 %      |             |             |
|                                  | Anne Hidalgo          | Parti socialiste              | PS                  | 4           | 1,89 %      |             |             |
|                                  | Fabien Roussel        | Parti communiste français     | PC                  | 3           | 1,42 %      |             |             |
|                                  | Nicolas Dupont-Aignan | Debout la République          | DLR                 | 2           | 0,94 %      |             |             |
|                                  | Yannick Jadot         | Europe Écologie-Les Verts     | EELV                | 5           | 2,36 %      |             |             |
|                                  | Nathalie Arthaud      | Lutte Ouvrière                | LO                  | 1           | 0,47 %      |             |             |
|                                  | Philippe Poutou       | Nouveau Parti anticapitaliste | NPA                 | 2           | 0,94 %      |             |             |
|                                  |                       |                               |                     |             |             |             |             |
| Gesamt                           | Gesamt                | Gesamt                        | Gesamt              | 212         | 100 %       | 176         | 100 %       |
|                                  |                       |                               |                     |             |             |             |             |
| Gültige Stimmen                  | Gültige Stimmen       | Gültige Stimmen               | Gültige Stimmen     | 212         | 96,36 %     | 176         | 88,00 %     |
| Ungültige Stimmen                | Ungültige Stimmen     | Ungültige Stimmen             | Ungültige Stimmen   | 8           | 3,64 %      | 24          | 12,00 %     |
| Wahlbeteiligung                  | Wahlbeteiligung       | Wahlbeteiligung               | Wahlbeteiligung     | 220         | 85,60 %     | 200         | 77,82 %     |
| Enthaltungen                     | Enthaltungen          | Enthaltungen                  | Enthaltungen        | 37          | 14,40 %     | 57          | 22,18 %     |
| Registrierte Wähler              | Registrierte Wähler   | Registrierte Wähler           | Registrierte Wähler | 257         |             | 257         |             |
|                                  |                       |                               |                     |             |             |             |             |
| Quelle: Ministère de l'Intérieur |                       |                               |                     |             |             |             |             |

Die Präsidentschaftswahlen 2022 in La Rochebeaucourt-et-Argentine konnte Emmanuel Macron deutlich für sich entscheiden.

## Wirtschaft

### Beschäftigung
Im Jahr 2015 betrug die erwerbsfähige Bevölkerung zwischen 15 und 64 Jahren 136 Personen (44,2 % der Gesamtbevölkerung). Als arbeitslos waren 25 Personen gemeldet, die Arbeitslosigkeit betrug somit 18,4 % – ein Anstieg gegenüber 16 Personen im Jahr 2010.

### Unternehmen
Am 31. Dezember 2015 waren in der Gemeinde 43 Unternehmen angesiedelt, davon 24 in Handel, Transport und Dienstleistungen, 10 in Landwirtschaft, Forst oder Fischerei, 6 in der Industrie, 2 in Verwaltung, Bildung, Gesundheit oder Sozialhilfe und 1 im Baugewerbe.

## Sehenswürdigkeiten
- Das Stiftskapitel Saint-Théodore von 1121
- Die romanisch-gotische Kirche Saint-Martin in Argentine mit Nekropole aus dem 7. bis 11. Jahrhundert

Drei Schlösser:
- Das Château des Fieux
- Das Château de Lasteyrie
- Das Château de la Rochebeaucourt (gehört jedoch zum Gemeindegebiet von Édon)

## Photogalerie

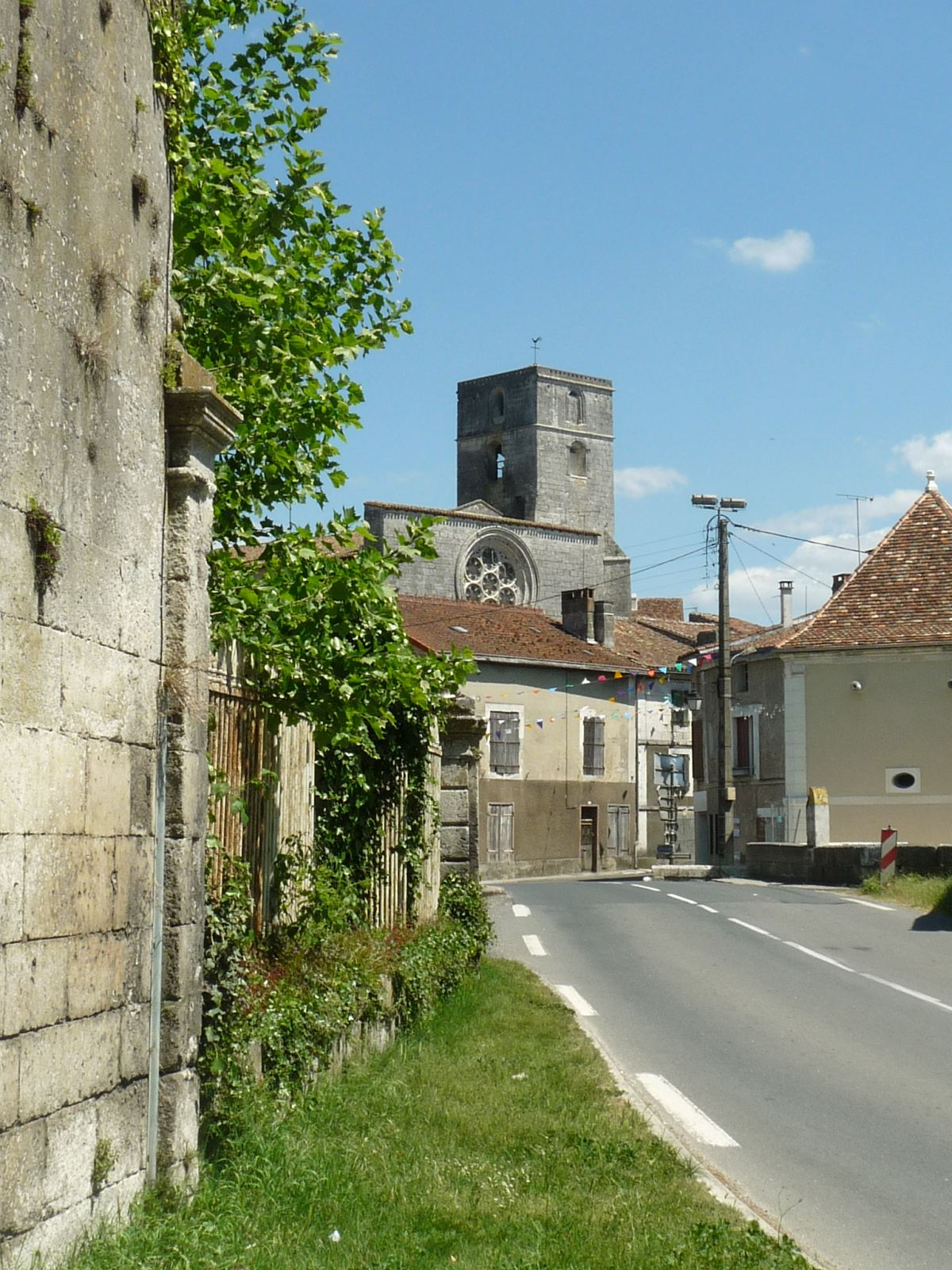
Ortszentrum von La Rochebeaucourt, Blickrichtung von Edon
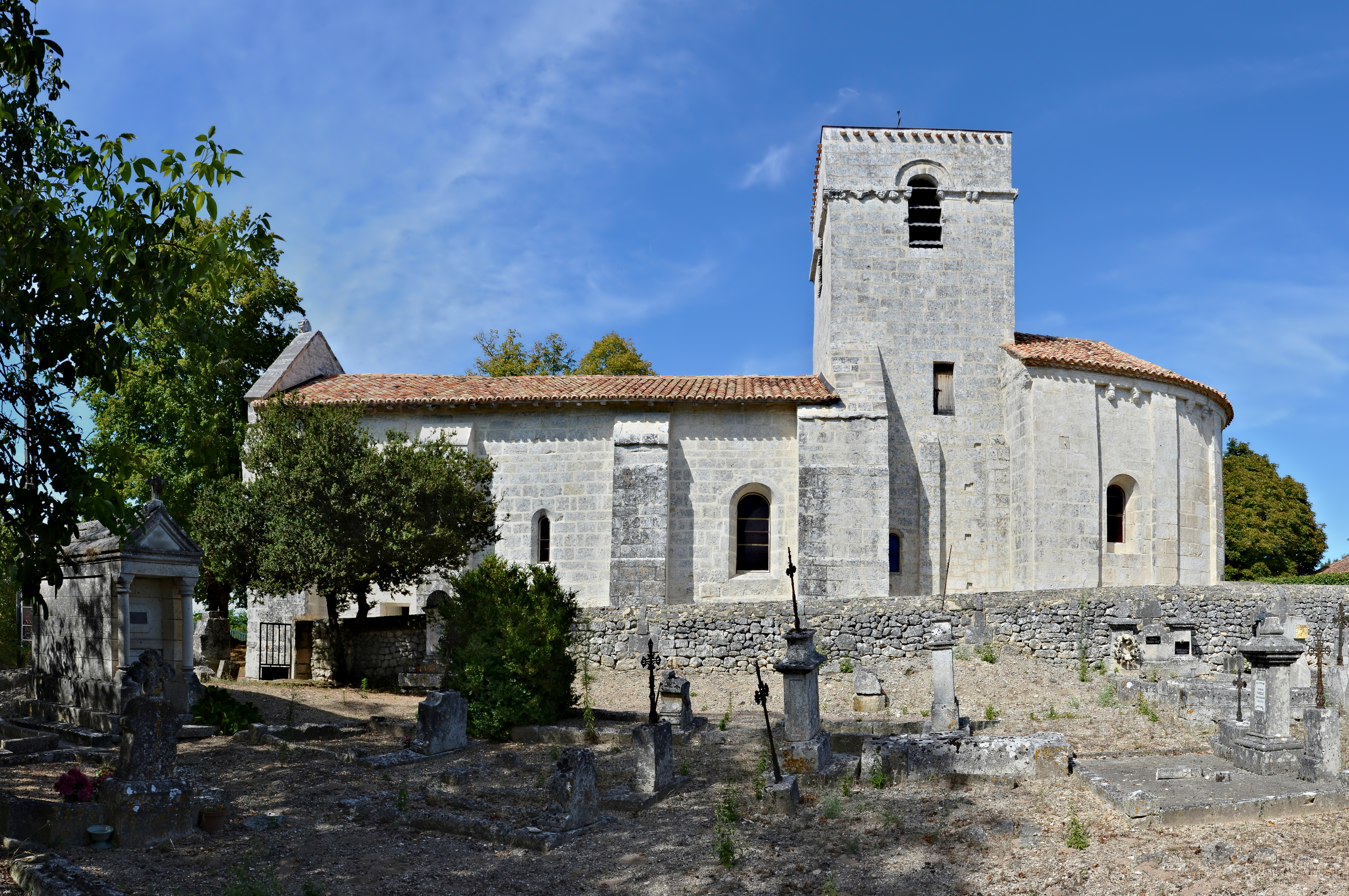
Die Kirche Saint-Martin in Argentine von Süden
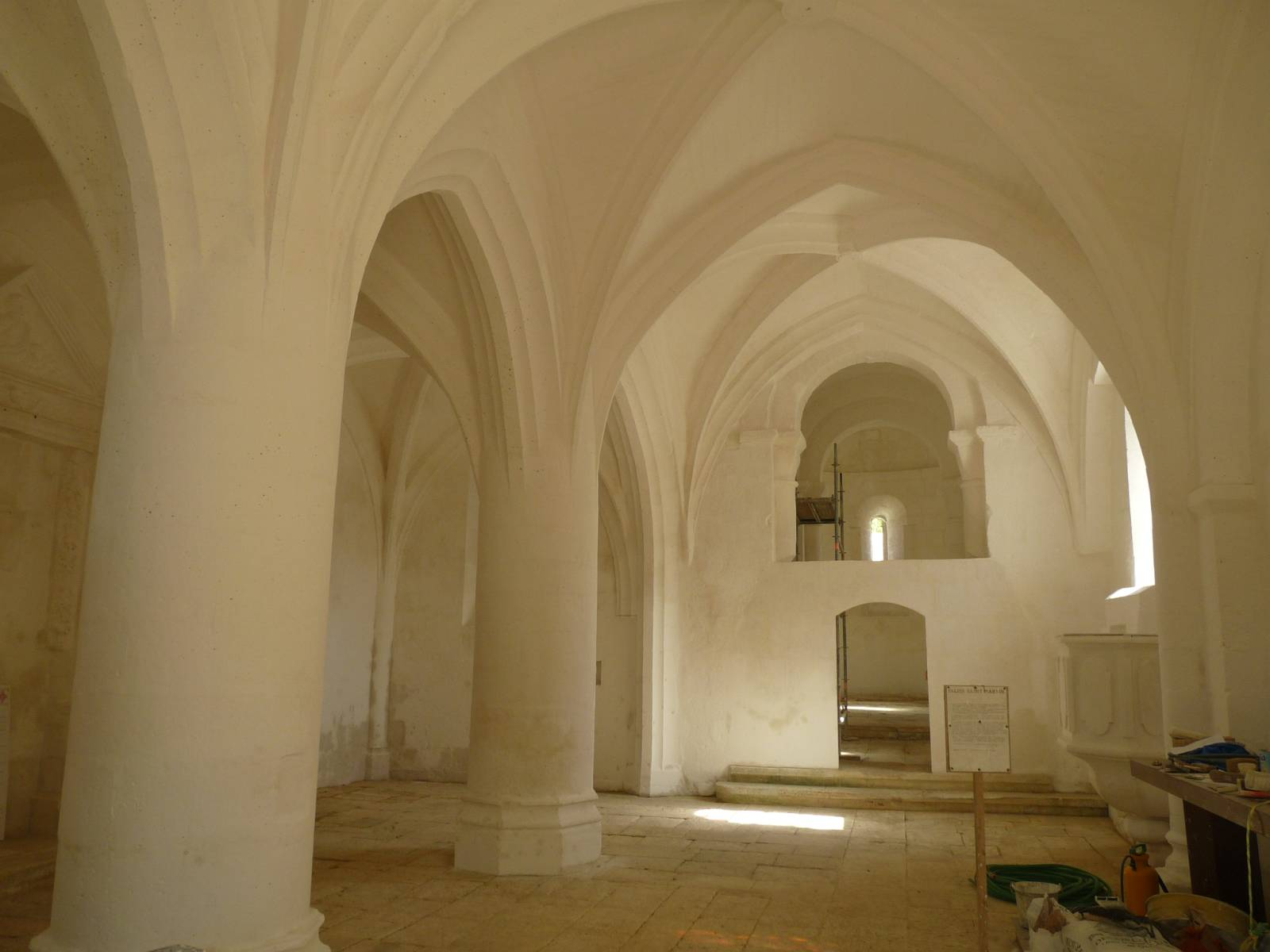
Das neu restaurierte Innere von Saint Martin in Argentine
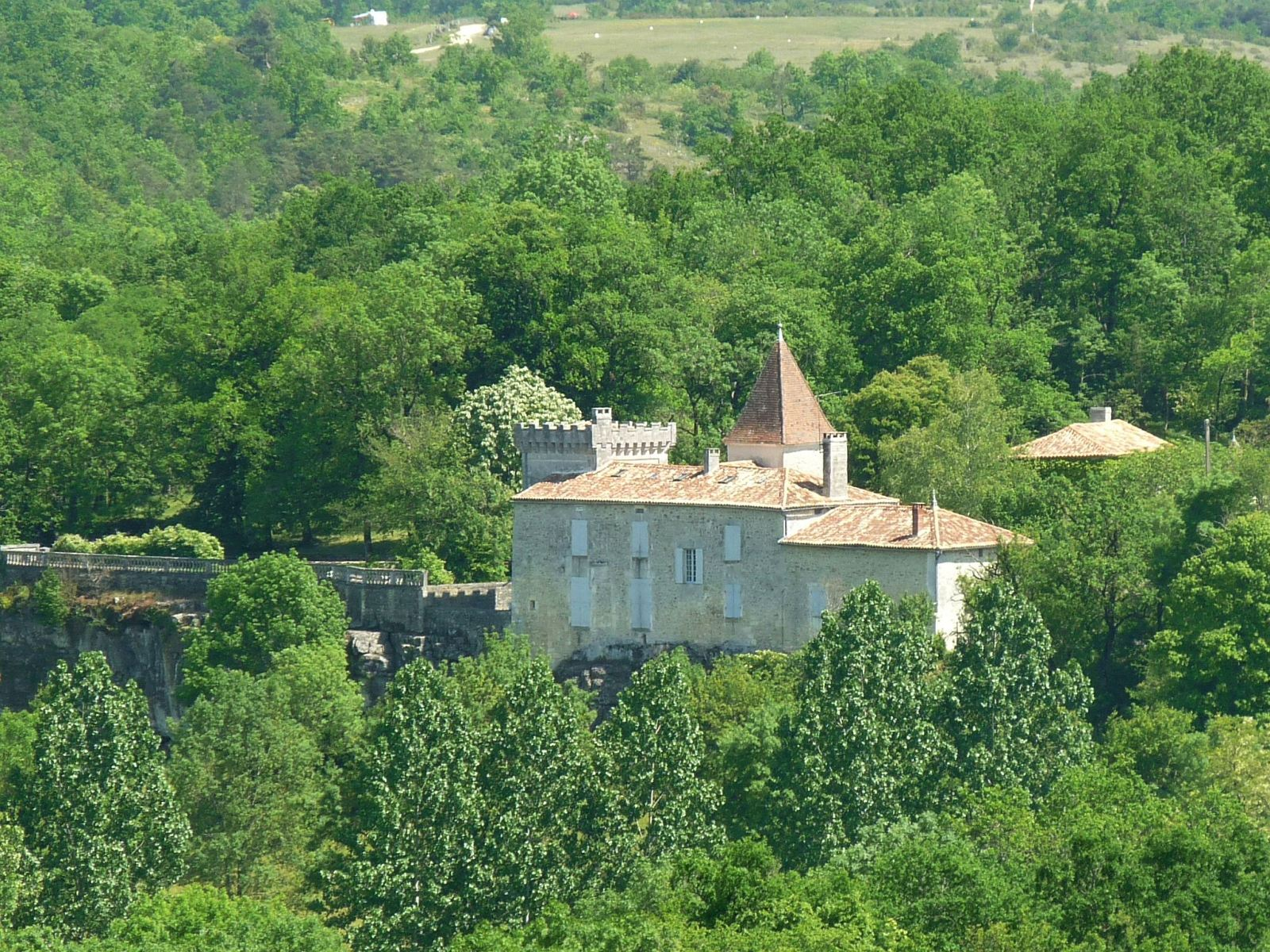
Château des Fieux an der Nizonne
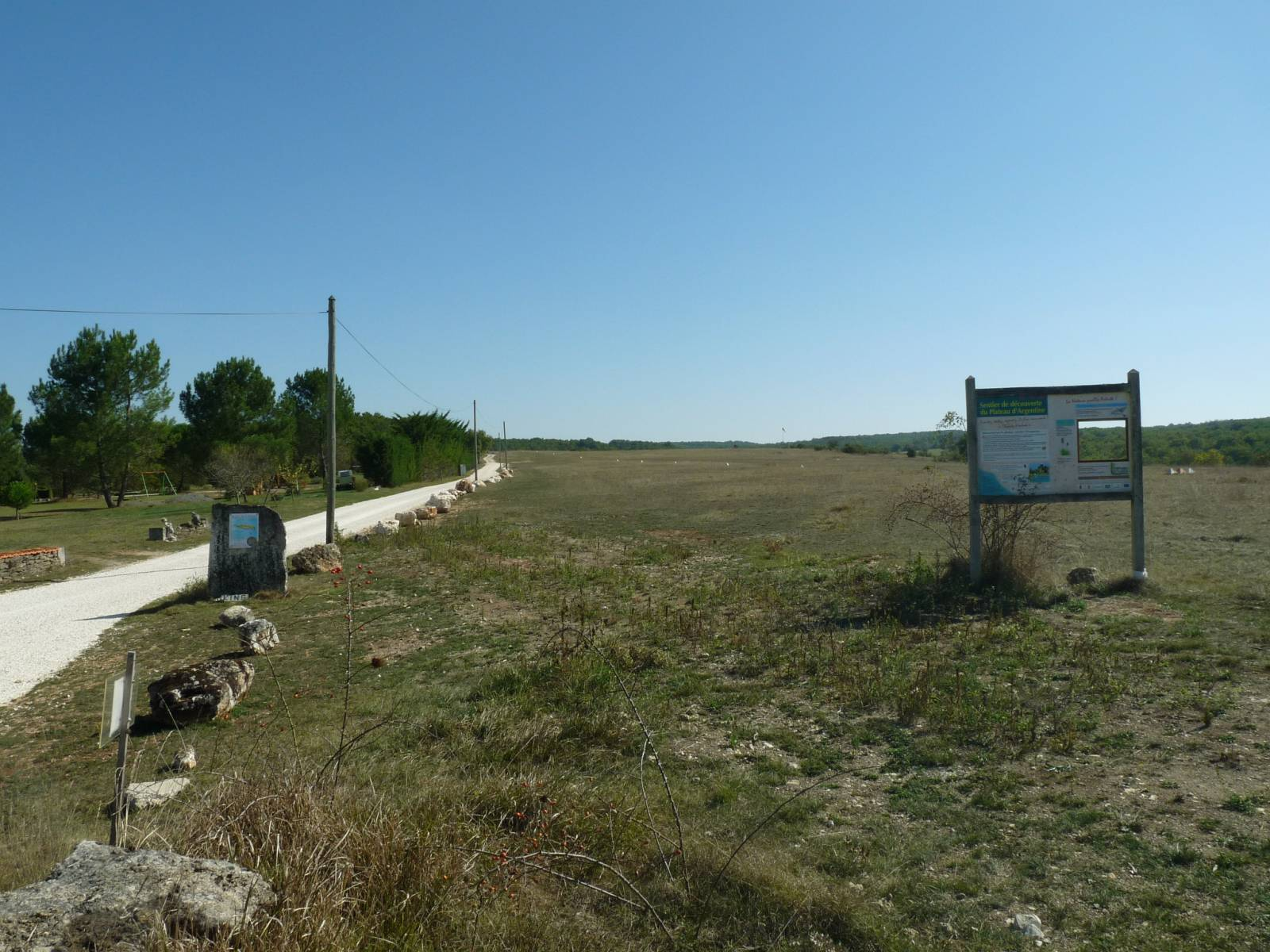
Plateau von Argentine mit Flugplatz, gesehen von Norden
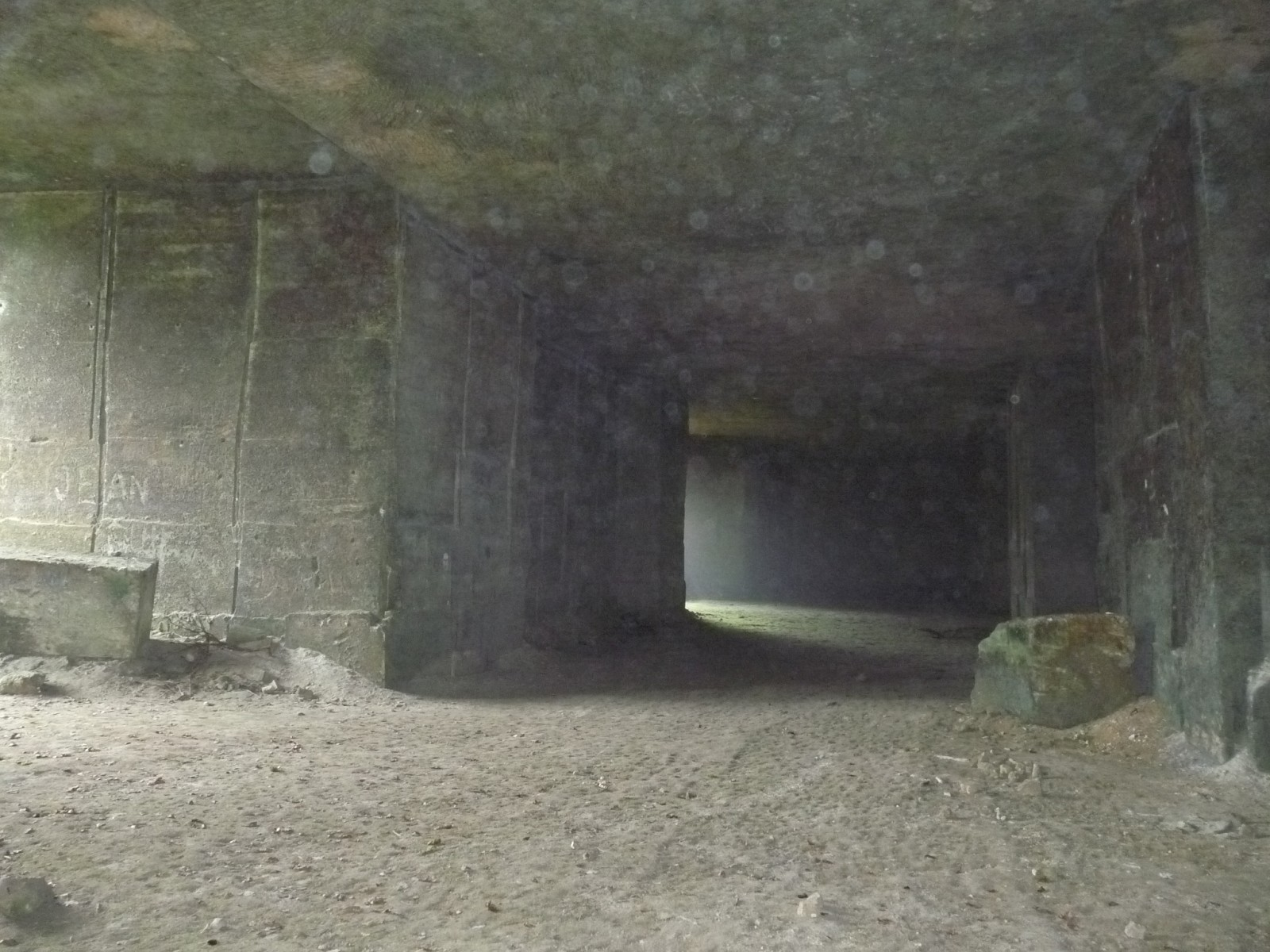
Ehemaliger Kalksteinbruch unterhalb des Plateaus von Argentine
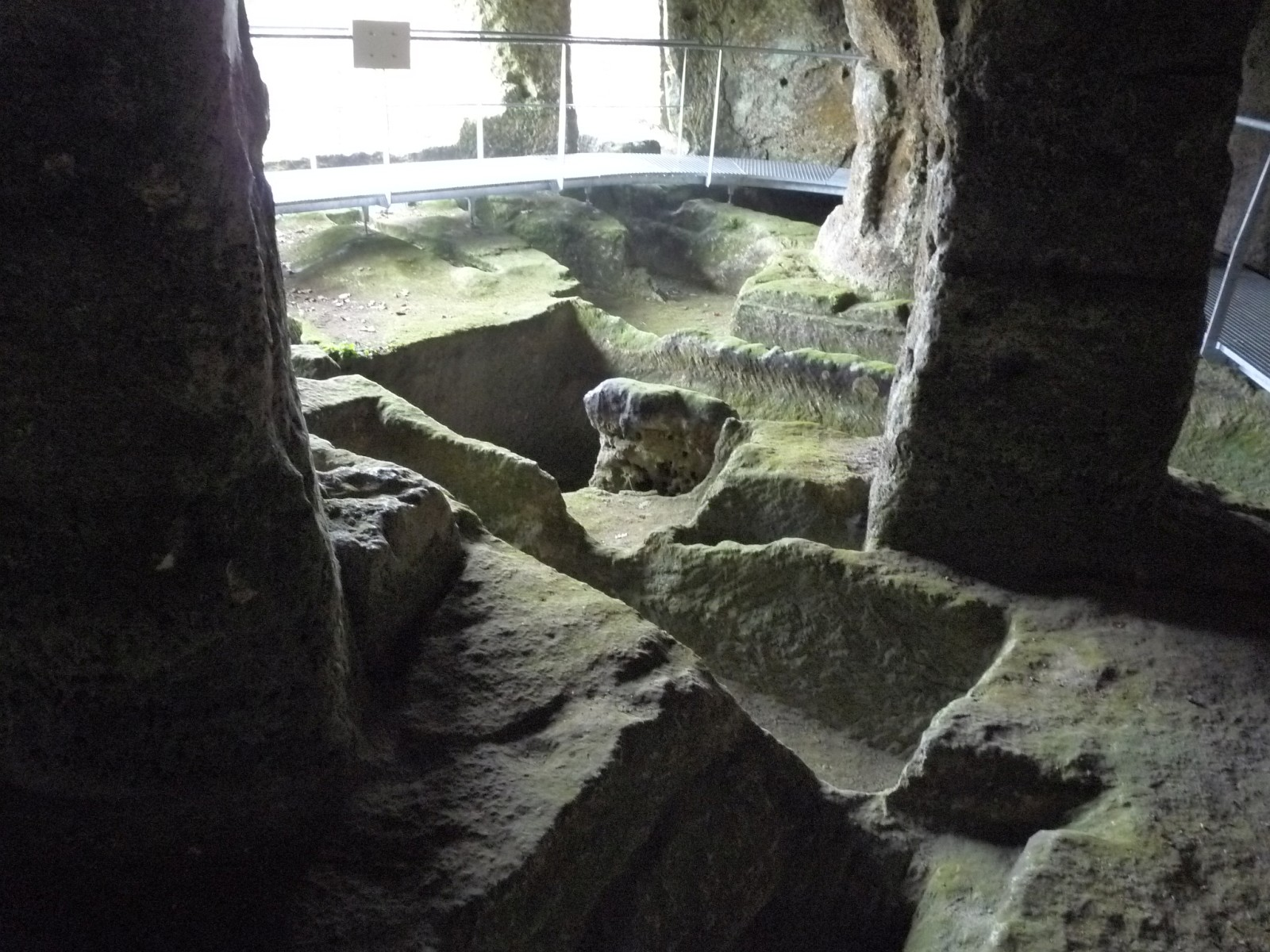
Ostabschnitt der Nekropole in Argentine
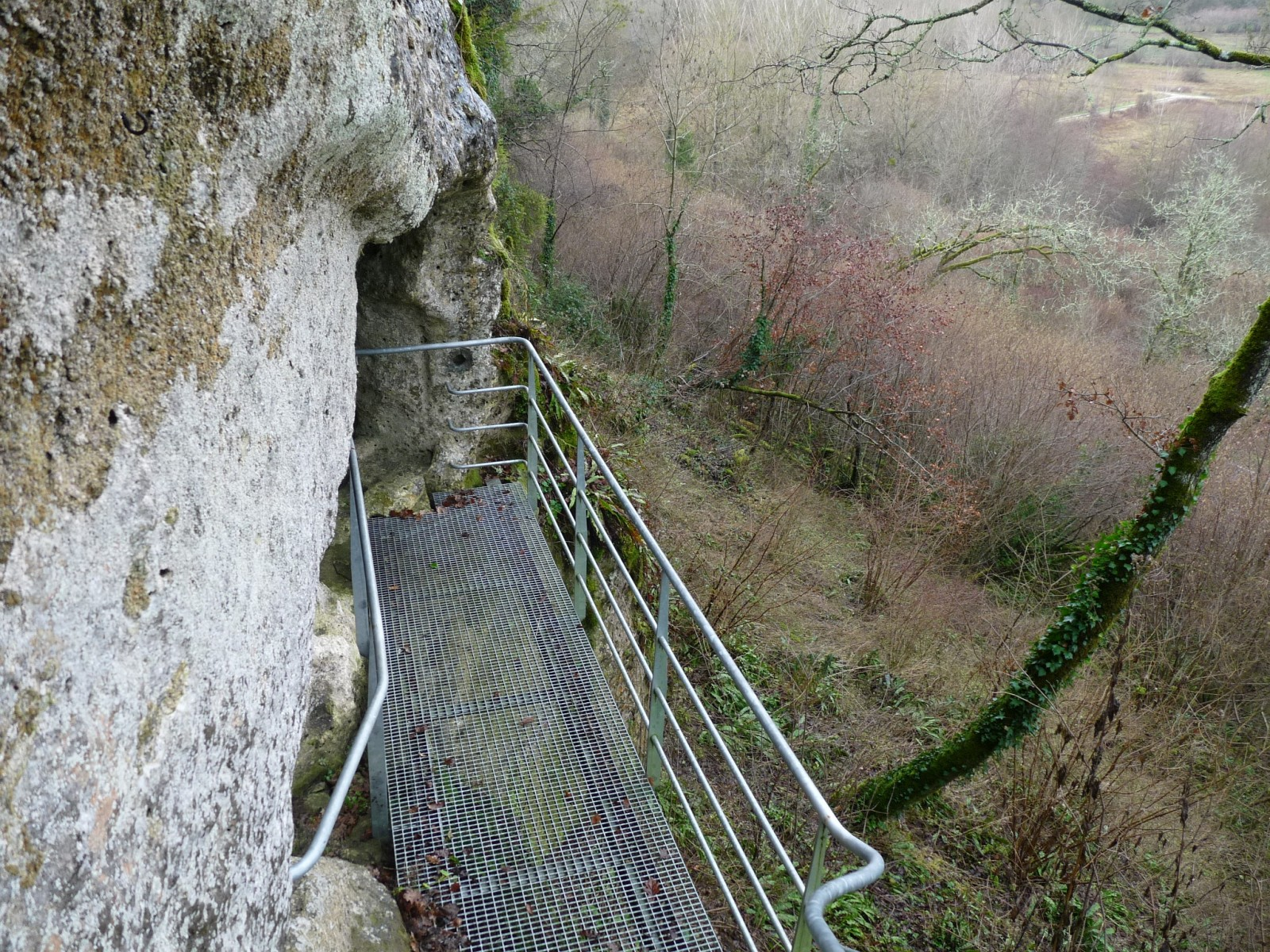
Eingang zum Westabschnitt der Nekropole
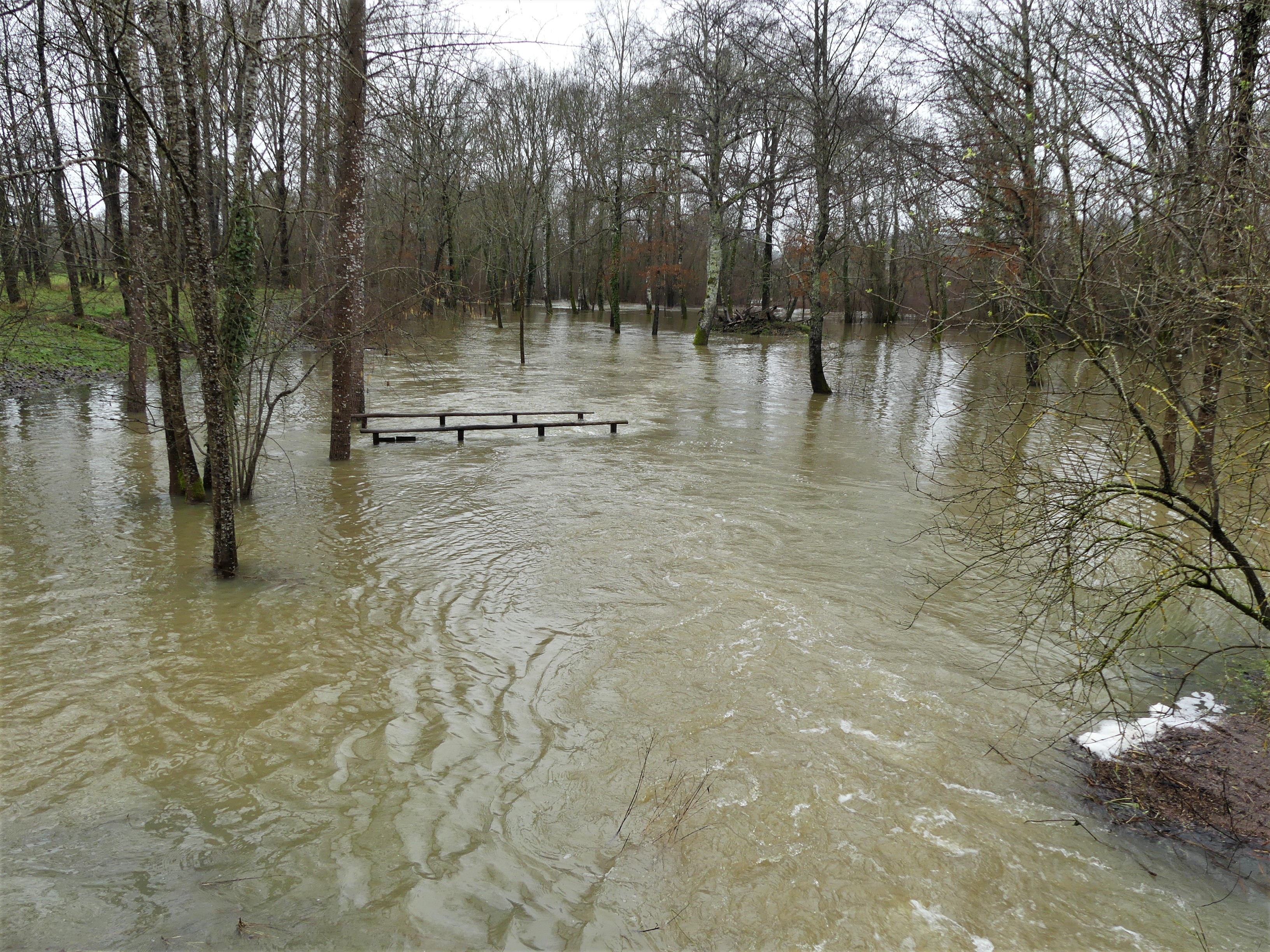
Überschwemmung der Nizonne talabwärts von La Rochebeaucourt im Februar 2021
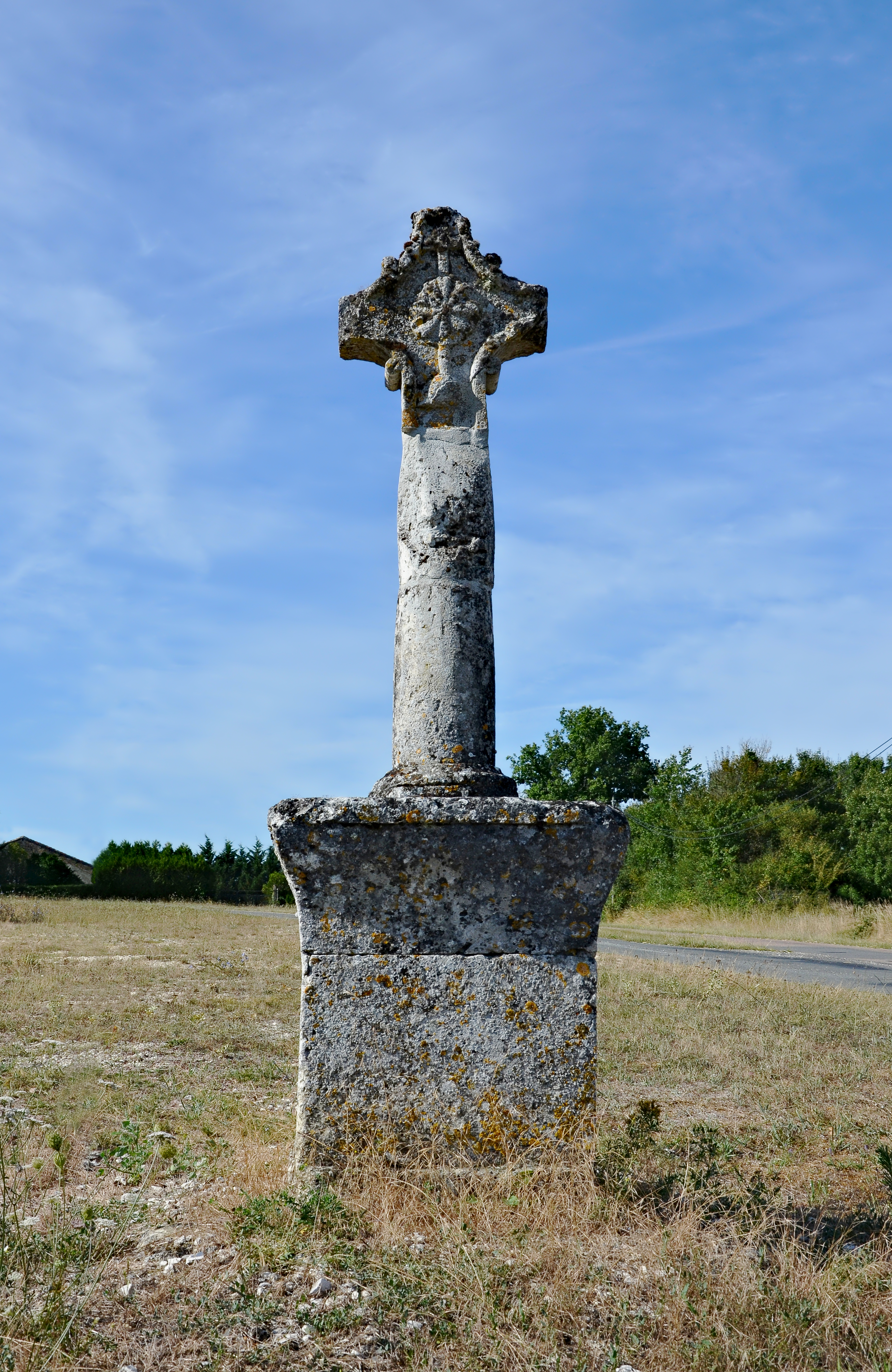
Wegekreuz an der C 14 bei Seguignas